# Didier Barra
Didier Barra es un pintor francés nacido en Metz en 1590 y fallecido en la ciudad italiana de Nápoles en 1656. Se marchó de su ciudad natal en 1608 para trabajar en Nápoles, donde disfrutó de un gran éxito gracias a sus pinturas sobre ciudades. Colaboraría estrechamente con la comunidad artística napolitana, muy activa en el primer cuarto del siglo XVII.

## Obra
- El juicio de Salomón.
- El martirio de Santa Catalina.

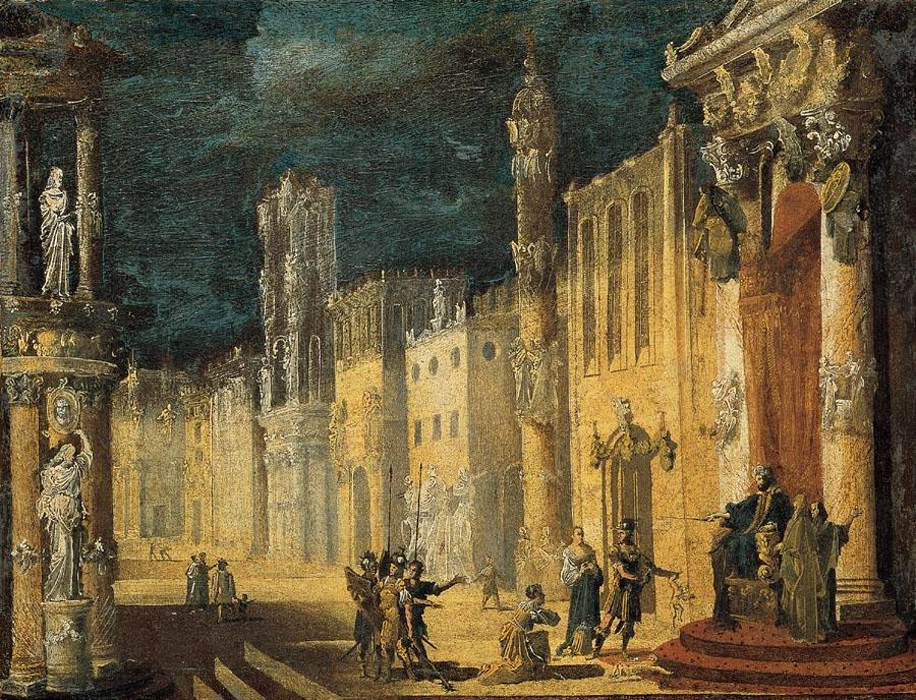
El juicio de Salomón.

- Erupción del Vesubio. (Roma, Colección Allomello)
- Vista de Metz y Descendimiento de la Cruz.
- Vista fantástica de una catedral gótica.
- Vista panorámica de Nápoles. (1647, Museo de San Martino, Nápoles)